# Larosterna inca
Larosterna inca este o specie de pasăre din familia Laridae. Se găsește de-a lungul coastelor Pacificului din Chile, Ecuador și Peru, și a apărut ca rătăcitoare în America Centrală și Hawaii.

## Taxonomie
Este singurul membru al genului său monotipic, Larosterna, și nu are subspecii recunoscute.

## Caracteristici
Este în esență non-migratoare, deși unele exemplare se dispersează spre nord după reproducere. Unii indivizi rătăciți au zburat pe distanțe mari.

### Hrană
Se hrănește în principal cu pești mici, cum ar fi Engraulis ringens, și consumă, de asemenea, crustacee planctonice și măruntaie sau hoituri. Stoluri mari se adună în jurul bărcilor de pescuit și urmează modelele de hrănire ale cormoranilor, leilor de mare, balenelor și delfinilor. Stolurile care se hrănesc pot număra peste 5.000 de păsări. Larosterna inca își prinde prada în principal prin scufundare, dar culege și obiecte de la suprafață în timp ce zboară sau plutește pe apă.

### Reproducere
Reproducerea Larosterna inca nu pare să fie concentrată în niciun sezon. Au fost găsite ouă între aprilie și iulie și între octombrie și decembrie, iar alte dovezi de reproducere au fost observate în august. Cuibărește într-o varietate de locuri, inclusiv fisuri și peșteri în stânci, printre stânci și bolovani pe pantele insulelor, în vizuini abandonate de petreli și pinguini, precum și pe și sub structuri umane. Dimensiunea cuibului este de obicei de două ouă, deși uneori este de unul singur. Ambele sexe incubează și îngrijesc puii. Perioada de incubație nu este cunoscută; zburatul are loc la aproximativ patru săptămâni după eclozare, iar puii sunt complet dependenți de adulți timp de cel puțin o lună după ce încep să zboare.

## Galerie

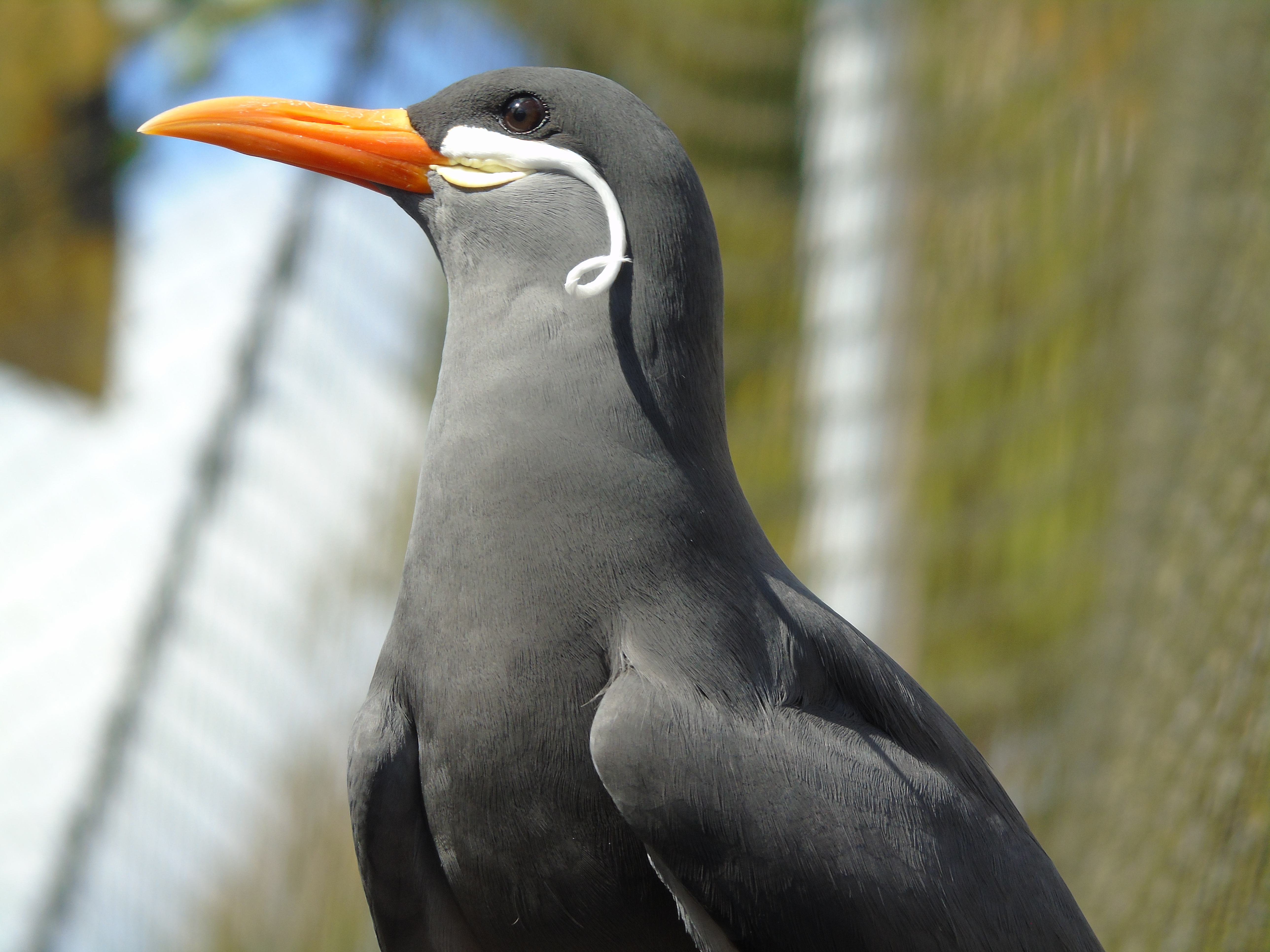
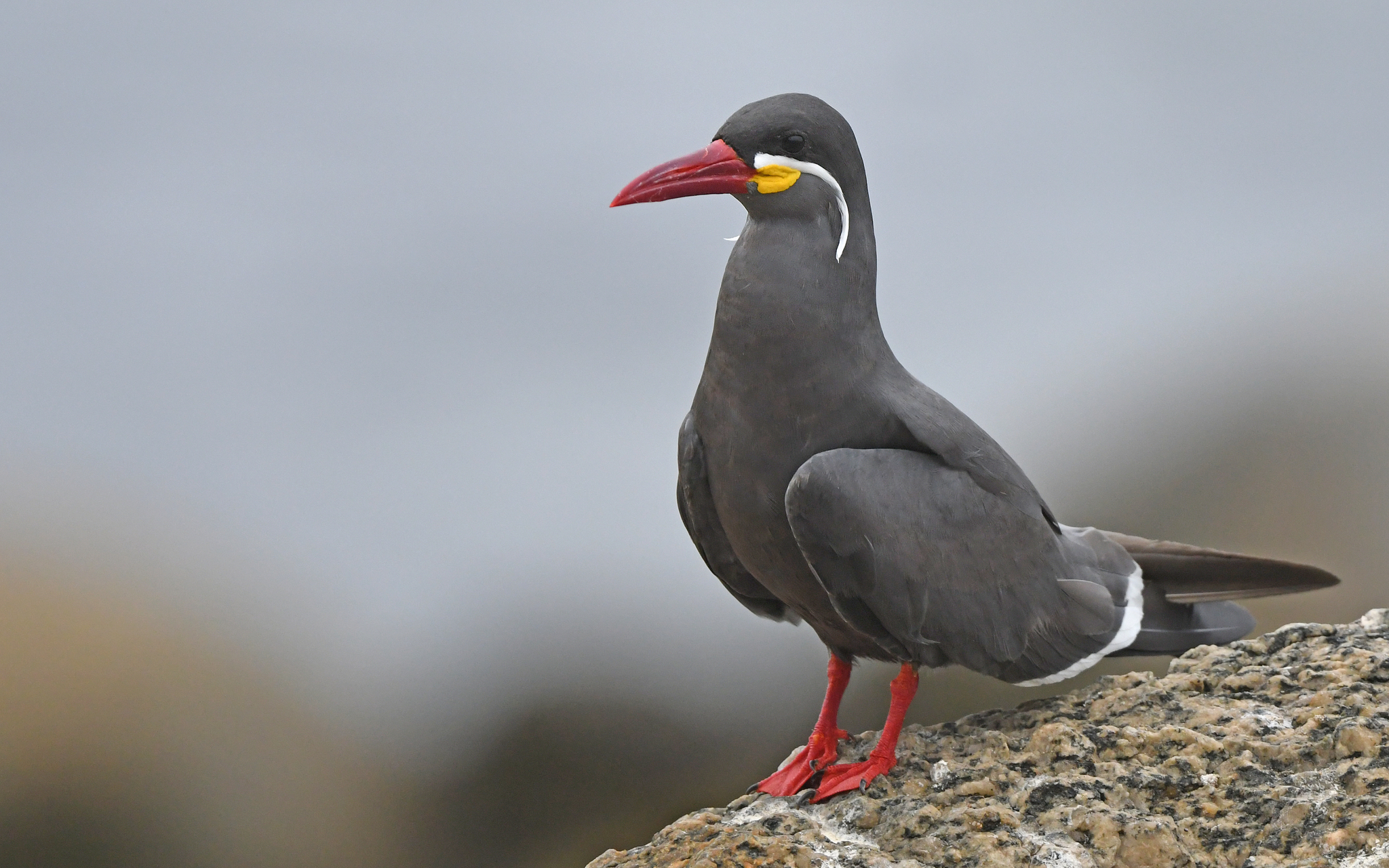
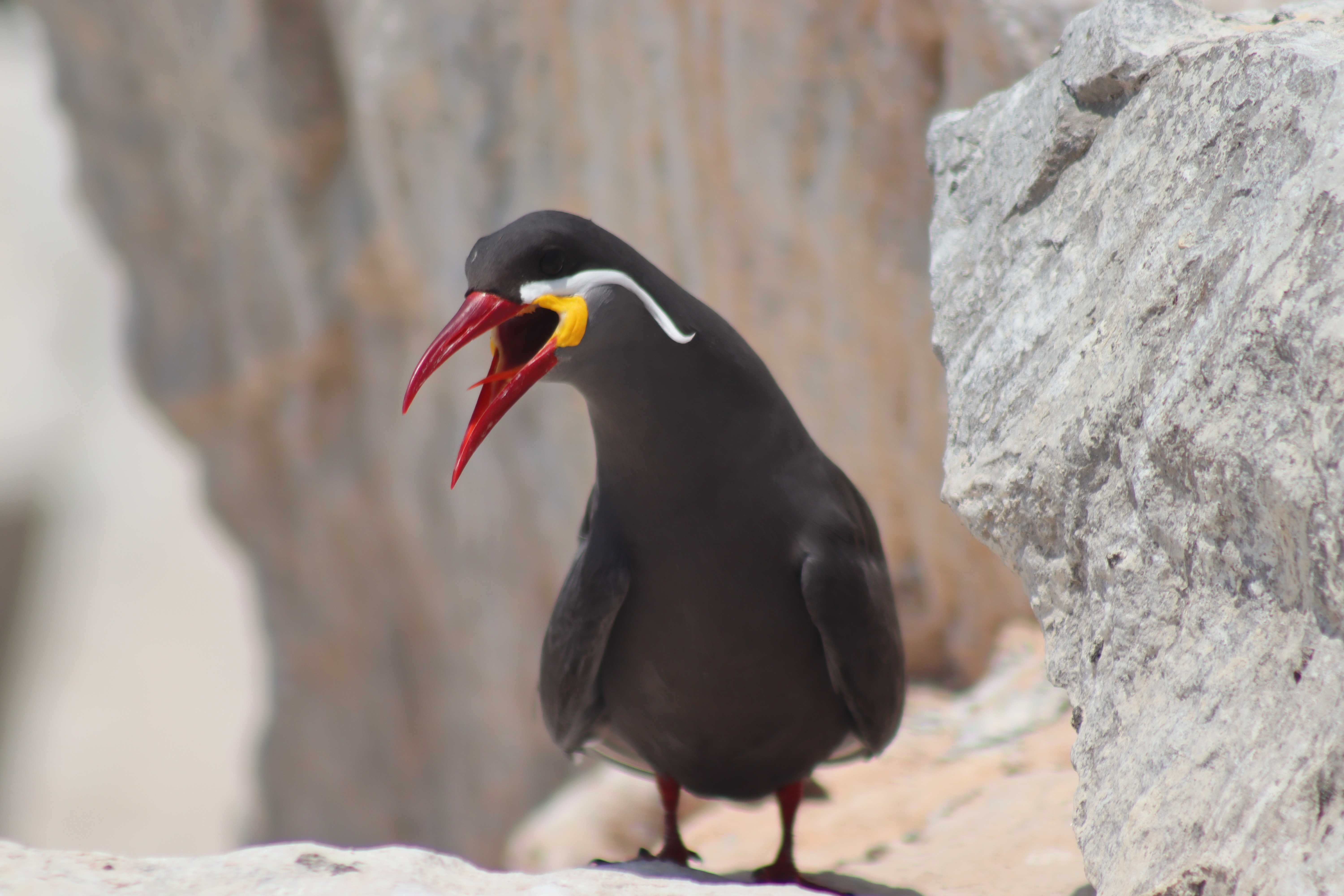
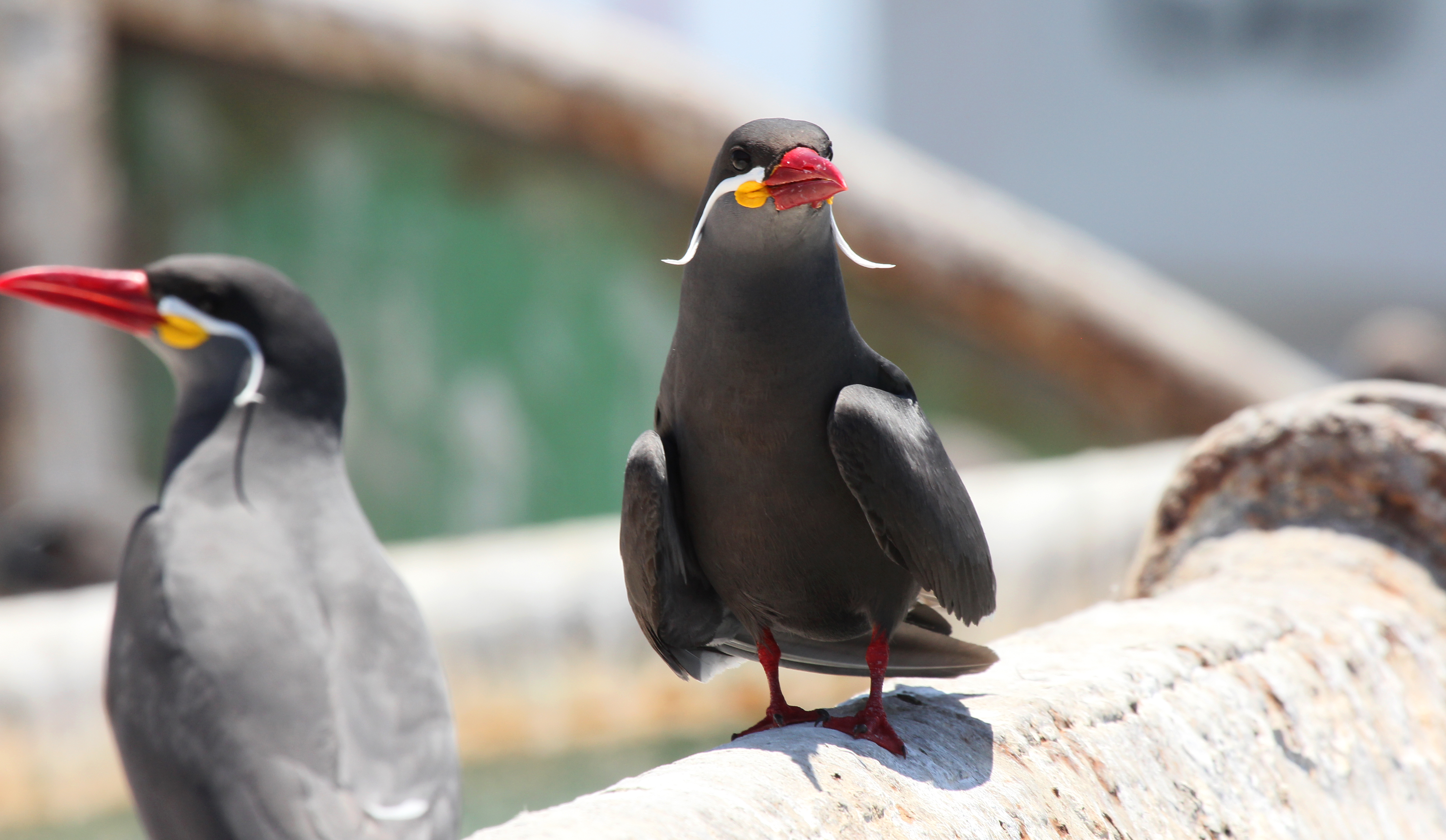
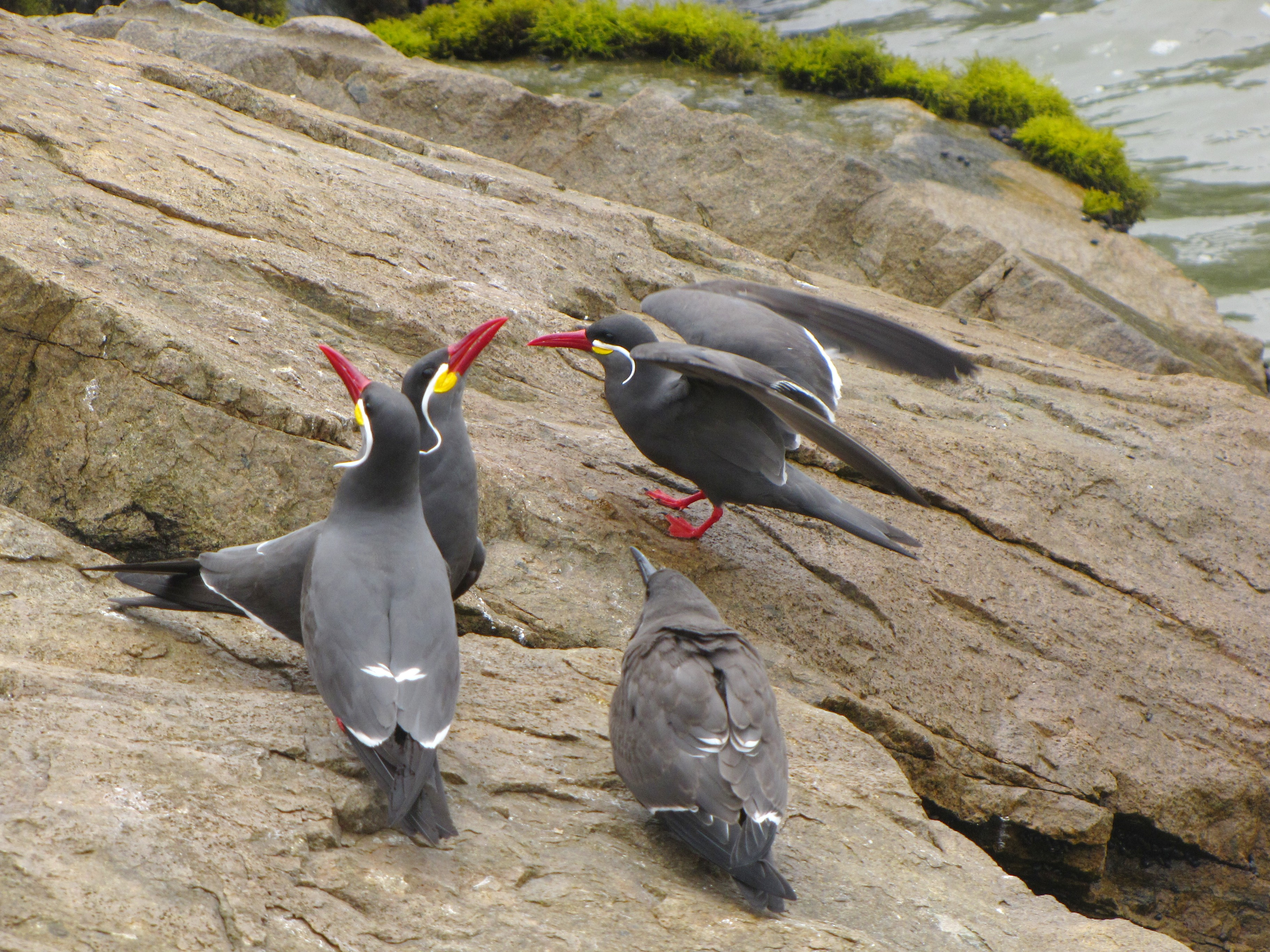
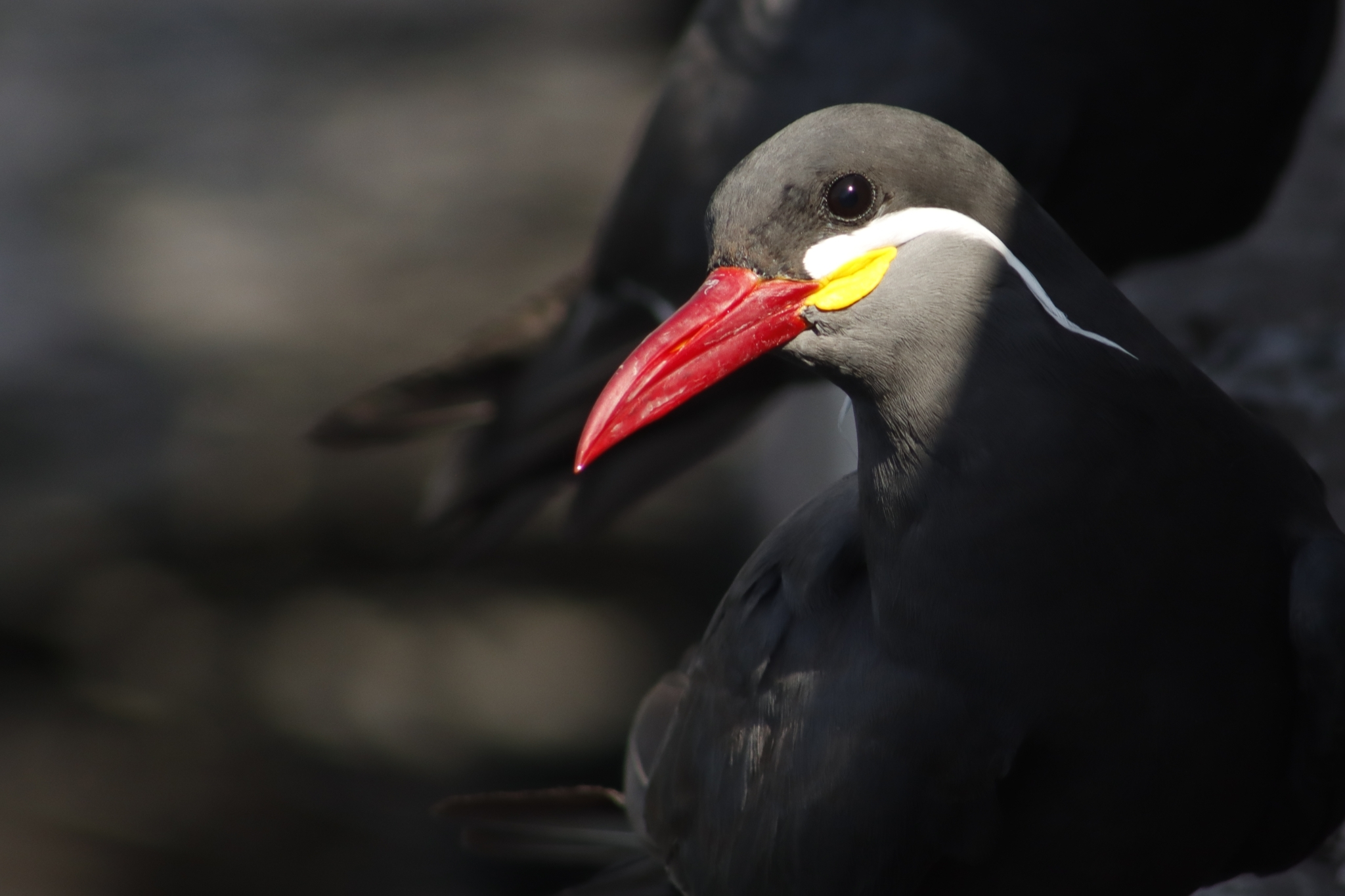